# Allium oschaninii
Allium oschaninii — вид рослин з родини амарилісових (Amaryllidaceae); поширений в Афганістані, Ірані, Киргизстані, Таджикистані, Туркменістані, Узбекистані.

## Опис
Висота рослини в середньому від 52.7 до 68.5 см. Помічено від 3 до 14 штук помилкових стебел, в середньому від 3.9 до 8.0 штук на одну рослину. Листки циліндричні, дудчасті, прямі, широкі, дуже часто покриті восковим нальотом, що надає їм сизуватий відтінок. Подовжено-яйцюваті цибулини по 1–3 прикріплені до кореневища і вкриті сухими, міцними шкірястими лусками червоно-бурого забарвлення; діаметр цибулин 1.5–2.5 см, а іноді досягає 4 см. Зонтик кулястий густий багатоквітковий. Квітки з приквітками на довгих рівних квітконіжках. Оцвітина зірчаста; листочки оцвітини 4–5 мм завдовжки, лінійно-довгасті або довгасто-ланцетні, білі із зеленою жилкою. Тичинки довші оцвітини, зрощені в основі. Плід — куляста тригранна коробочка. Насіння дрібне, чорне.

## Поширення
Поширений в Афганістані, Ірані, Киргизстані, Таджикистані, Туркменістані, Узбекистані.
Поширений у гірських районах Середньої Азії, де росте дико на скельних терасах і кам’янистих схилах.